# Estimador estadístic
En estadística, tenint una mostra poblacional que segueix una llei estadística coneguda, però de paràmetres θr desconeguts, s'anomena estimador la funció que ens permet obtenir uns valors θe, diferents dels paràmetres reals θr, però que en són una Estimació estadística, a partir dels valors mostrals. Cada estimador ens proporcionarà uns valors estimats θe diferents partint de la mateixa mostra, i basant-se en les propietats d'aquests valors, establim diferències entre els estimadors.
Algunes d'aquestes propietats són:
- Biaix: Esperança matemàtica de l'error. E(θr-θe) = E(θr)-θe. És preferible que el biaix sigui nul.
- Error quadràtic mitjà: Es defineix matemàticament com EQM = E(θr-θe)² = V(θr)+Biaix². És preferible que sigui mínim, cosa que succeeix quan el Biaix = 0 i, per tant, EQM = V(θr).
- Eficiència: Només es parla d'eficiència en aquells estimadors sense biaix. Diem que θr1 és més eficient que θr2 si V(θr1)<V(θr2)